# Híres székesfehérváriak listája
Ez a lista a Székesfehérváron született vagy a városhoz tevékenységük kapcsán kötődő híres embereket tartalmazza.
- Itt élt Géza fejedelem (945 k. – 997)
- Itt élt Szent István (969–1038)
- Itt élt Varkocs György hadvezér, itt halt meg Fehérvár török kézre kerülésekor 1543-ban, mert a város polgárai egy portya után nem engedték vissza a várba.
- Itt élt Wathay Ferenc (1568–1609 után) várkapitány, író, részt vett az 1601-es ideiglenes visszafoglalásban
- Itt élt Pray György (1723–1801) magyar történetíró, itt tanított
- Itt élt Baróti Szabó Dávid (1739–1819) irodalmár, itt tanított
- Itt élt Virág Benedek (1752 k. – 1830) pálos tanár; 1780–97 között tanított itt
- Itt élt Ányos Pál (1756–1784) pálos tanár; 1782-től két évig tanított itt
- Itt élt Fejér György (1766 – 1851) történész, Székesfehérvár történetének kutatója
- Itt élt Horvát István (1784–1846) történész
- Itt élt Vörösmarty Mihály (1800–1855) költő
- Itt született Ürményi József (1807-1880) császári és királyi kamarás, politikus, alnádor, vármegyei alispán
- Itt született Rónay Jácint (1814–1889) pap, a darwinizmus magyarországi ismertetője
- Itt született Ybl Miklós (1814–1891) építőművész
- Itt született Jubál Károly (1817–1853) az 1848–49-es szabadságharcot követő függetlenségi szervezkedések egyik vezetője és vértanúja
- Itt élt Reguly Antal (1819–1858) nyelvész
- Itt született 1826-ban Takács Ferenc magyar és amerikai szabadságharcos
- Itt élt Vajda János (1827–1897) költő
- Itt élt id. Havranek Antal (1829–1892) kőfaragómester
- Itt született Madaras Elek (1831–1914) főreáliskolai tanár
- Itt élt Budenz József (1836–1892) nyelvész
- Itt született Goldziher Ignác (1850–1921) Kelet-kutató
- Itt született Havranek Ferenc (1857–1919) építész, a Mintarajztanoda tanára
- Itt született ifj. Havranek Antal (1865–1917) kőfaragómester
- Itt született Terkán Lajos (1877–1940) csillagász
- Itt élt Szabó Dezső (1879–1945) kolozsvári születésű író, publicista, tanár itt tanított
- Itt született Bory Jenő (1879–1959) szobrászművész és építész, a Bory-vár építője
- Itt élt György Oszkár (1882 – 1944) költő, műfordító
- Itt született Szekfű Gyula (1883 – 1955) történetíró
- Itt született Fábián Gáspár (1885–1953) építész
- Itt született Vadász Elemér (1885. március 1. – 1970. október 30.) geológus, egyetemi tanár, az MTA tagja, Kossuth-díjas, a Magyarhoni Földtani Társulat örökös díszelnöke
- Itt született ifj. Havranek Lajos (1890–1966) kőfaragómester
- Itt született Hermann László (1890–1966) zeneszerző, tanár
- Itt született Lányi Sarolta (1891–1975) költő, műfordító
- Itt született Csitáry G. Emil (1892 – 1970) polgármester
- Itt született Lánczos Kornél (1893–1974) matematikus, fizikus
- Itt született Kiss Ferenc (1893 – 1978) magyar színész, érdemes művész
- Itt hunyt el vitéz gertenyesi Hollósy-Kuthy László (1896 – 1979. július 25.) katonatiszt, a Tordai csata hőse
- Itt tanult Kodolányi János (1899–1969) író
- Itt született Borsos István József (1904-1936) rajztanár, festő- és szobrászművész
- Itt született Kormos Lajos Jászai Mari-díjas magyar színész, érdemes művész, színházigazgató (1910-1972)
- Itt született Binder Béla (1905–1977)
- Itt született Jankovich Ferenc (1907–1971) Kossuth–díjas író, költő
- Itt született Szabó Miklós (1909–1999) énekes
- Itt élt Weöres Sándor (1913–1989) költő könyvtárosként
- Itt élt és hunyt el Áron Nagy Lajos (1913–1987), 1939-től itt tanított rajztanárként
- Itt született Károlyi Judit (1920–?) színésznő
- Itt élt Dr. Fitz Jenő (1921–2011) történész, régész, Gorsium feltárója
- Itt hunyt el Tabódy István (1921 – 2000. szeptember 25.) római katolikus pap
- Itt élt Pilinszky János (1921–1981) költő élete vége felé
- Itt született Kuczka Péter (1923–1999) író
- Itt született Ihász-Kovács Éva (1930) Fekete István-díjas költő, író, A Magyar Kultúra Lovagja
- Itt született Keszei István (1935) Sík Sándor-díjas magyar költő
- Itt született Dávid Kiss Ferenc (1937–2011) színész
- Itt született Urbán Gyula (1938–2025) író, költő, bábrendező
- Itt született Stancsics Erzsébet (1944) költő, író, a Táncsics család leszármazottja
- Itt született Várkonyi András (1949) színész
- Itt született König Róbert (1951–2014) grafikusművész
- Itt született Boross Ottilia (1951) pszichológus
- Itt élt Simon M. Veronika (1952) Munkácsy, Cserhát és egyéb díjas egyházművész
- Itt született Fa Nándor (1953) vitorlázó
- Itt született, él és tanított Engler Péter (1954) geodéta és építőmérnök
- Itt született Bogyay Katalin (1956) újságíró, diplomata, nagykövet
- Itt született Sashalmi József (1957) színész
- Itt tanult Kubik Anna (1957) színművésznő, a Teleki Blanka Gimnázium diákja volt angol tagozaton[1]
- Itt született Kuna Károly (1957) színész
- Itt született Bihari Puhl Levente (1957) képzőművész
- Itt született Simicska Lajos (1960) vállalkozó; a Teleki Blanka Gimnázium diákja volt
- Itt született Seres Ildikó (1962) Jászai Mari-díjas színész; a Vasvári Pál Gimnázium diákja volt
- Itt született Orbán Viktor (1963), Magyarország miniszterelnöke; a Teleki Blanka Gimnázium diákja volt
- Itt született Sajgál Erika (1964) színésznő
- Itt született Mészáros Péter (1969) Arany Pálma díjas filmrendező
- Itt született Majsai-Nyilas Tünde (1974) színésznő
- Itt született Azurák Csaba (1976) riporter
- Itt született Mészáros Sára (1977) színésznő
- Itt született Vörös Zsuzsanna (1977) olimpiai bajnok öttusázó
- Itt született Kalmár Tibor (1978) médiaszakember, író, tanár
- Itt született Szemenyei János (1981) színész
- Itt született Babai Dániel (1982) néprajzkutató
- Itt született Decsi Edit (1986) színésznő
- Itt élt Karácson Tamás (1987), aki ma Fluor néven ismert, 10 éves korától 20 éves koráig. Az eredetileg várpalotai fiú Fehérvárt tartja szülővárosának.
- Itt született Szabó Krisztián (1989) sakkozó, nemzetközi nagymester
- Itt született Szabó Balázs Máté (1997) humorista[2]
- Itt született Géczy Mihály
- Itt élt Szalay László történész
- Itt él Bartos Cs. István (1979) vándorfilozófus
- Itt született Aracsi Norbert filmrendező
- Itt él Pixa (1982) zeneszerző, producer
- Itt él Csenki Patrik /Unfield/ (1997) youtubber, zeneszerző
- Itt él Nikolics Nemanja (1987) labdarúgó
- Itt született Schmidt Sára (1997) színésznő
- Itt született Szoboszlai Dominik (2000) labdarúgó
- Itt született Várhegyi Márta (1939–2021) operettprimadonna, színésznő.

- Itt hunyt el Szegedi Pál (1735-1814) nagyprépost és választott püspök.